# Guaraios
Guaraios, Guarayos e guarajus são exodenominações de um ramo dos guaranis que vive, atualmente, nos municípios de Ascensión de Guarayos, Urubichá, El Puente e San Javier, na província de Guarayos, no departamento de Santa Cruz, na Bolívia.

## História
Na época do Brasil colonial, os guaraios habitavam a margem direita do rio Guaporé, em Mato Grosso; atualmente, são habitantes das florestas da Bolívia.

## Economia
Os guaraios vivem da agricultura (arroz, banana, abóbora, amendoim, feijão, frutas cítricas, milho, mandioca) e da criação de animais. Também praticam a caça e a pesca, porém numa escala menor do que antigamente, devido à perda de seus territórios tradicionais, invadidos por criadores de gado e madeireiros. Também coletam madeira para construírem suas casas, bem como frutos de cusí, do qual extraem um azeite que é usado em sua alimentação. Recentemente, os guaraios têm começado a trabalhar como peões nas fazendas de gado e como funcionários das empresas madeireiras.

## Costumes
Os guaraios possuem festas que marcam a época da semeadura e da colheita: são as chamadas "mingas", que se caracterizam pela ingestão de grandes quantidades de bebidas fermentadas de milho e mandioca. Quando a bebida acaba, começam os trabalhos agrícolas. Também muito forte na cultura guaraia é a preservação dos vínculos familiares, mesmo com o intenso processo de mestiçagem que tem ocorrido aos longo dos últimos séculos.

## Religião
Até hoje, os guaraios preservam muitos elementos da mitologia guarani, como a reverência a determinados locais considerados sagrados e a crença em espíritos do bosques, dos rios, dos lagos e dos animais. No entanto, os guaraios conjugam essas crenças indígenas com o cristianismo que eles aprenderam dos franciscanos.

## Ligação externa
- site em espanhol sobre os guaraios